# Oberlandesgericht Cöslin
Das Oberlandesgericht Cöslin war von 1808 bis 1849 ein preußisches Oberlandesgericht mit Sitz in Cöslin.

## Geschichte
Die Gerichte im Königreich Preußen hatten im HRR historisch gewachsene Aufgaben, Zuschnitte und Bezeichnungen. Im Rahmen der Preußischen Reformen versuchte man, eine einheitliche Systematik einzurichten und begann damit bei den Mittelgerichten. Die Verordnung wegen verbesserter Einrichtung der Provinzial-Polizei- u. Finanz-Behörden vom 26. Dezember 1808 bestimmte, dass die unter verschiedenen Bezeichnungen wie Oberamtsregierung oder Hofgericht firmierenden obersten Gerichte jedes Landesteils künftig Ober-Landesgericht heißen sollten. Nach der Restrukturierung des Staatsterritoriums 1815 sollte jeder Regierungsbezirk zugleich das Departement (= Zuständigkeitsbereich) eines Oberlandesgerichts bilden.
Für Hinterpommern entstand so 1808 aus dem Hofgericht Köslin das Oberlandesgericht Cöslin. Es war für den Regierungsbezirk Cöslin zuständig.
Nach der Märzrevolution wurden die Patrimonialgerichte abgeschafft und die Oberlandesgerichte durch Appellationsgerichte ersetzt. In Cöslin entstand 1849 so das Appellationsgericht Cöslin.

## Untergerichte
Diese nachgeordneten Gerichte waren anfangs:
| Gericht                                | Art       | Sitz          | Anmerkungen |
| -------------------------------------- | --------- | ------------- | ----------- |
| Stadtgericht Colberg                   | 1. Klasse | Colberg       |             |
| Stadtgericht Stolp                     | 1. Klasse | Stolp         |             |
| Stadtgericht Cöslin                    | 2. Klasse | Cöslin        |             |
| Stadtgericht Rügenwalde                | 2. Klasse | Rügenwalde    |             |
| Stadtgericht Schlawe                   | 2. Klasse | Schlawe       |             |
| Stadtgericht Zanow                     | 2. Klasse | Zanow         |             |
| Stadtgericht Lauenburg                 | 2. Klasse | Lauenburg     |             |
| Stadtgericht Leba                      | 2. Klasse | Leba          |             |
| Stadtgericht Bütow                     | 2. Klasse | Bütow         |             |
| Stadtgericht Pollnow                   | 2. Klasse | Pollnow       |             |
| Stadtgericht Rummelsburg               | 2. Klasse | Rummelsburg   |             |
| Stadtgericht Bublitz                   | 2. Klasse | Bublitz       |             |
| Stadtgericht Neu-Stettin und Ratzebuhr | 2. Klasse | Neustettin    |             |
| Stadtgericht Bärwalde                  | 2. Klasse | Bärwalde      |             |
| Stadtgericht Polzin                    | 2. Klasse | Polzin        |             |
| Stadtgericht Belgardt                  | 2. Klasse | Belgard       |             |
| Stadtgericht Cörlin                    | 2. Klasse | Cörlin        |             |
| Stadtgericht Tempelburg                | 2. Klasse | Tempelburg    |             |
| Stadtgericht Dramburg                  | 2. Klasse | Dramburg      |             |
| Stadtgericht Falkenburg                | 2. Klasse | Falkenburg    |             |
| Stadtgericht Callies                   | 2. Klasse | Callies       |             |
| Stadtgericht Schwievelbein             | 2. Klasse | Schivelbein   |             |
| Justizamt Cöslin                       |           | Cöslin        |             |
| Justizamt Casimirsburg                 |           | Casimirsburg  |             |
| Justizamt Cörlin                       |           | Cörlin        |             |
| Justizamt Colberg                      |           | Colberg       |             |
| Justizamt Belgardt                     |           | Belgardt      |             |
| Justizamt Rügenwalde                   |           | Rügenwalde    |             |
| Justizamt Stolp und Schmolsin          |           | Stolp         |             |
| Justizamt Neu-Stettin                  |           | Neu-Stettin   |             |
| Justizamt Draheim                      |           | Draheim       |             |
| Justizamt Büsow                        |           | Büsow         |             |
| Justizamt Lauenburg                    |           | Lauenburg     |             |
| Justizamt Budlitz                      |           | Budlitz       |             |
| Justizamt Schwievelbein                |           | Schwievelbein |             |

Daneben bestanden Patrimonialgerichte. In den folgenden Jahrzehnten erfolgten viele Zusammenschlüsse dieser Gerichte zu Land- und Stadtgerichten. 1839 bestanden:
| Land- und Stadtgericht             | Sitz        | Anmerkungen |
| ---------------------------------- | ----------- | ----------- |
| Land- und Stadtgericht Cöslin      | Cöslin      |             |
| Land- und Stadtgericht Colberg     | Colberg     |             |
| Land- und Stadtgericht Rügenwalde  | Rügenwalde  |             |
| Land- und Stadtgericht Stolp       | Stolp       |             |
| Land- und Stadtgericht Belgardt    | Belgardt    |             |
| Land- und Stadtgericht Budlitz     | Budlitz     |             |
| Land- und Stadtgericht Bütow       | Bütow       |             |
| Land- und Stadtgericht Lauenburg   | Lauenburg   |             |
| Land- und Stadtgericht Neustettin  | Neustettin  |             |
| Land- und Stadtgericht Schivelbein | Schivelbein |             |
| Land- und Stadtgericht Tempelburg  | Tempelburg  |             |
| Land- und Stadtgericht Callies     | Callies     |             |
| Land- und Stadtgericht Cörlin      | Cörlin      |             |
| Land- und Stadtgericht Dramburg    | Dramburg    |             |
| Land- und Stadtgericht Falkenburg  | Falkenburg  |             |
| Land- und Stadtgericht Pollnow     | Pollnow     |             |
| Land- und Stadtgericht Polzin      | Polzin      |             |
| Land- und Stadtgericht Rummelsburg | Rummelsburg |             |
| Land- und Stadtgericht Schlawe     | Schlawe     |             |
| Land- und Stadtgericht Dramburg    | Dramburg    |             |
| Schlossgericht Falkenburg          | Falkenburg  |             |

## Richter
- Gottfried Gustav von Möller (Präsident 1850 bis 1857)
- Friedrich Hermann Sonnenschmidt (Rat 1836 bis 1837)